# TRAF

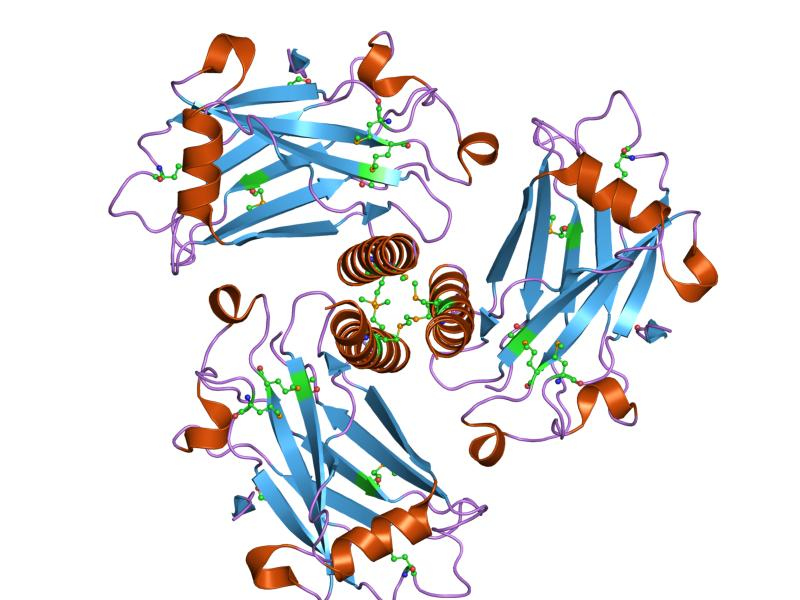
TRAF2 je trimerní protein

TRAF (TNF receptor associated factor) jsou adaptorové proteiny obsahující RING finger doménu, důležité pro přenos signálu z TNF receptorů. V evoluci se objevily již poměrně záhy; nejlépe konzervovány však jsou u živočichů, zejména u obratlovců. U člověka existuje sedm TRAF proteinů (TRAF1, TRAF2, TRAF3, TRAF4, TRAF5, TRAF6, TRAF7). TRAF6 je výjimečný v tom, že funguje i v přenosu signálu z interleukin-1 receptoru a Toll-like receptorů.

## Funkce
TRAF se vážou na cytoplazmatický konec TNF receptorů, někdy přímo, jindy přes adaptorové proteiny TRADD. Po aktivaci receptorů vazbou ligandu dochází ke spuštění signalizačních kaskád směřujících zpravidla k aktivaci NF-κB či AP-1 faktorů. Cest je více: např. dobře prostudovaná TRAF2 zřejmě přímo aktivuje IκB kinázu, případně též může aktivovat NF-κB a AP-1 přes některé upstream MAP kinázy. Z enzymatického hlediska jsou zřejmě všechny TRAF ubiquitin ligázami, což souhlasí s tím, že ve většině případů obsahují RING finger doménu. Polyubikvitinují různé downstream kinázy, ale i sebe sama.